# Zajezierze (gromada w powiecie kozienickim)
Zajezierze – dawna gromada, czyli najmniejsza jednostka podziału terytorialnego Polskiej Rzeczypospolitej Ludowej w latach 1954–1972.
Gromady, z gromadzkimi radami narodowymi (GRN) jako organami władzy najniższego stopnia na wsi, funkcjonowały od reformy reorganizującej administrację wiejską przeprowadzonej jesienią 1954 do momentu ich zniesienia z dniem 1 stycznia 1973, tym samym wypierając organizację gminną w latach 1954–1972.
Gromadę Zajezierze siedzibą GRN w Zajezierzu utworzono – jako jedną z 8759 gromad na obszarze Polski – w powiecie kozienickim w woj. kieleckim, na mocy uchwały nr 13e/54 WRN w Kielcach z dnia 29 września 1954. W skład jednostki weszły obszary dotychczasowych gromad Głusiec, Występ, Wólka Wojcieszkowska, Zbyczyn (bez wsi Przewóz) i Zajezierze ze zniesionej gminy Sieciechów oraz Borek ze zniesionej gminy Sarnów w tymże powiecie. Dla gromady ustalono 27 członków gromadzkiej rady narodowej.
31 grudnia 1961 do gromady Zajezierze przyłączono wieś Nagórnik ze zniesionej gromady Wola Klasztorna.
Gromada przetrwała do końca 1972 roku, czyli do kolejnej reformy gminnej.